# Deoghar (huyện)
Huyện Deoghar là một huyện thuộc bang Jharkhand, Ấn Độ. Thủ phủ huyện Deoghar đóng ở Deoghar. Huyện Deoghar có diện tích 2479 ki lô mét vuông. Đến thời điểm năm 2001, huyện Deoghar có dân số 1161370 người.